# ساتوشي تاكاهاشي (لاعب كاراتيه)
ساتوشي تاكاهاشي هو لاعب كاراتيه ياباني، ولد في 9 فبراير 1968 في أوساكا في اليابان.